# Zdravko Nikić
Zdravko Nikić (Ružići, Grude, BiH, 30. srpnja 1953.), hrvatski pjesnik, romanopisac, pripovjedač, književni kritičar, radiestezist.
Pučku školu završio u Ružićima i Grudama, srednju školu za spremanje svećenika (Franjevačku gimnaziju) u Splitu, a Povijest jugoslavenskih književnosti i sh/hs (materinskog) jezika diplomirao na Filozofskom fakultetu u Sarajevu 1979. godine. Nakon toga radio u Srednjoškolskom centru u Banovićima (1980.), a onda u Školskom centru u Šipovu (1980. – 1983.). Nakon kraće stanke zapošljava se na mjesto tadašnjega sekretara (tajnika) SIZ-a kulture do ukidanja SIZ-ova 1988. Ujedno obavlja posao tajnika Odbora Šimićevih susreta (do 1991.) i člana Uredništva glasila SO-e Grude "Bekija". Od 1988. radi kao knjižničar u Narodnoj knjižnici Grude do izbijanja rata (1991/92. - radna obveza). Tih godina zajedno s dvojicom kolega pokreće u Grudama glasilo "Hrvatska gruda", a u Širokome Brijegu "Hercegovački tjednik" u kojemu je lektor, redaktor i novinar. Isti posao obavlja u Uredništvu tjednika "Horizont" u Mostaru (1995.). Jedno vrijeme je bio tajnik HKD "Napredak" Grude i Matice hrvatske Grude. Od 12. listopada 1993. radi na mjestu urednika Hercegbosanske novinske agencije HABENA (do prelaska u Mostar u prosincu 1994.) od kada postaje glavni urednik Agencije do integracije HABENE I BH PRESS-a u Federalnu novinsku agenciju FENU (2002.) kada postaje pomoćnik direktora, a jedno vrijeme i v.d. gl. i odgovornog urednika i opet pomoćnik direktora sve do odlaska u mirovinu u prosincu 2017. godine.
Lektorirao je na hrvatski jezik desetine knjiga, doktorskih i magistarskih radova iz raznih područja (medicine, prava, novinarstva, komunikologije) i monografija te bio suautor u nekim objavljenim djelima. Od lektoriranih djela su i monografije Ćiril Ćiro Raič i Hercegovina, monografija Dvadeset i pet godina HDZ-a BiH, monografija Dvadeset i pet godina Medicinskoga fakulteta Sveučilišta u Mostaru, monografija Rakitno (u dva dijela - težine 7, 2 kg i 1064 stranice) i mnoge druge. 

## Djela
Osim niza ogleda, predgovora, pogovora i recenzija, piše pjesme, pripovijetke i romane. Iz tiska su mu izašle knjige: 
- Vrisak kamena (pjesme, 1994.),
- Strah i glad ( roman, 1996.),
- Hrvatska Golgota (pjesme, 1998.),
- Korak izvan kruga (ratna kronika, 2000.),
- knjiga iz radiestezije "Radiestezija - zrnce Božjeg dara" (Matica hrvatska Čitluk, 2003.),[3]
- "Sime života vičnoga - Zapisi Stipana Trnovca" (roman 2011.),
- "Zavičajna rapsodija" (pjesme, 2016.),
- "Oružje moje duše" (Ogranak Matice hrvatske u Čitluku, pjesme, 2022.)[4]

"Krik s križa" (Ogranak Matice hrvatske u Čitluku, Ogranak MH u Grudama i Ogranak MH u Pločama, zbirka duhovne poezije, 2023.).
U rukopisu mu je roman "Sjeme Sotoninih sinova i sluga - zapisi Stipana Trnovca Matinoga"!